# Museu Etnográfico de Ançã

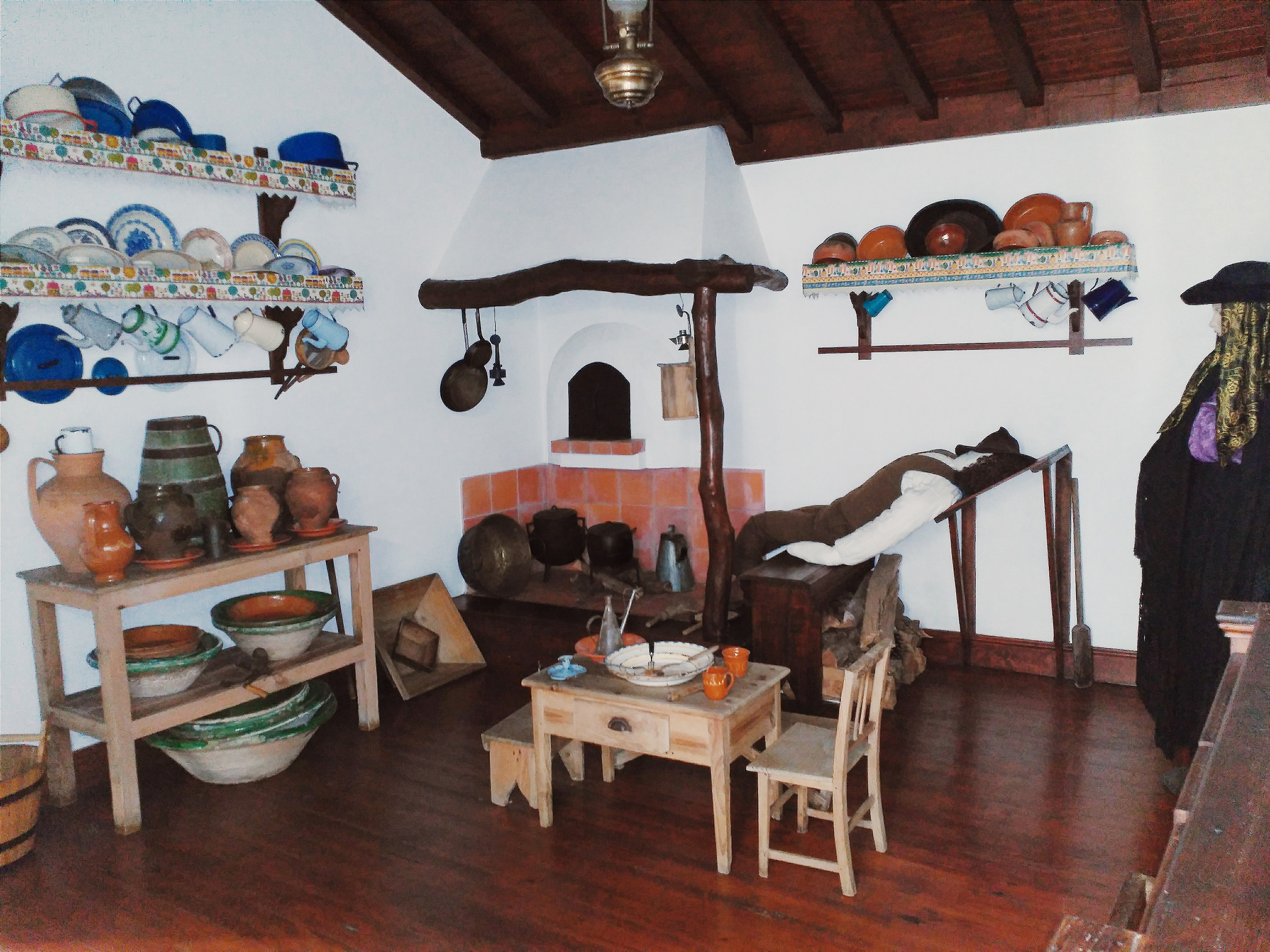
Kücheneinrichtung

Das Museu Etnográfico de Ançã (deutsch Ethnografisches Museum von Ançã) in Ançã, einer Gemeinde (Freguesia) im portugiesischen Kreis Cantanhede, befindet sich in der Rua Dr. Jaime Cortesão.   
Das Museum ist in einem Gebäude aus dem 18. Jahrhundert eingerichtet. Es zeigt die Alltagskultur der Bewohner in der Region.